# María Nestora Téllez
María Nestora Téllez Rendón (1828 -1890) fue una escritora y maestra mexicana, conocida principalmente por su historia alegórica Staurofila.

## Biografía y obra
Nació en San Juan del Río, Querétaro el 25 de febrero de 1828 y fue bautizada un día después como María Josefa Francisca de Paula, aunque por tratarse del día de San Néstor, tomó el nombre de Nestora.   Sus padres fueron Antonio Téllez, quien había sido miembro de la Conspiración de Querétaro, y Trinidad Rendón, ambos dedicados a la docencia.
Cuando tenía un año de edad sufrió una enfermedad de los ojos y quedó ciega. Vivía entonces en el Municipio de Tolimán (Querétaro), del que su padre era prefecto.  A pesar de lo anterior, y por mostrar una gran capacidad intelectual, recibió una esmerada educación personalizada en gramática, aritmética y religión por parte de él.  Al cumplir nueve años de edad, su padre murió mientras la familia residía en Zamora de Hidalgo, Michoacán, luego de lo cual regresó a Querétaro.  Allí, continuó su educación al amparo de su cuñado, el doctor Manuel Altamirano, quien era esposo de Isabel Téllez González, media hermana de María Nestora, y además de médico era maestro de latín.  Con él, aprendió esa lengua y perfeccionó sus conocimientos de gramática y aritmética.  Posteriormente, continuó estudios de lógica con uno de los hijos del doctor Altamirano.
Más tarde, ayudó a su madre en labores pedagógicas en una escuela que dependía de la cofradía del Cordón de San Francisco y preparó a futuras profesoras en gramática y aritmética.  Al mismo tiempo continuó su interés por la religión y la literatura y empezó a componer poesías y cuentos.  
Su madre murió en 1856, y a partir de entonces continuó con su hermana Dolores Téllez de Noriega a cargo de la escuela en la que enseñaban.  Abrió luego otro establecimiento educativo particular.
Dado que enseñaba sin tener título de profesora, presentó un examen para obtener este documento en 1866.  Obtuvo el título y además se le confirió la Cruz de la Orden de San Carlos, durante el Segundo Imperio Mexicano.
En 1873, se sometió a una operación de los ojos, llevada a cabo por el doctor Manuel Carmona y Valle.  Después de la operación recuperó parcial y temporalmente la vista, pero recayó pronto y volvió al estado de ceguera.
Escribió una gramática elemental y algunas obras pedagógicas que no se publicaron.  Sin embargo, en 1889 consintió que se publicara su obra Staurofila, que ella misma llamó cuento alegórico, a condición de que no se  mencionara su nombre.  La historia narraba las aventuras y épicas batallas en medio de las cuales el Príncipe del Reino de las Luces declaraba y mantenía su amor por Staurofila, hija de Prótaner, uno de los habitantes del reino, en una clara alegoría cristiana del amor de Jesucristo hacia las almas devotas y la humanidad.  Era una narración didáctica que ella contaba a su alumnado.
Murió en Acámbaro, Guanajuato, el 9 de diciembre de 1890, como consecuencia de una afección intestinal.  En 1893, tres años después de su muerte, Staurofila, su única novela, volvió a publicarse ya con la mención del nombre de la autora.  A partir de entonces la obra se hizo conocida y atrajo a un número creciente de lectores, originalmente dentro de círculos de educación religiosa, y años después a público interesado en los géneros mitológicos y épicos. Su fórmula novelística ha sido difícil de clasificar y considerada como anticonvencional y atípica, tanto por la trama mitológica y su simbología teológica, diferente a las convenciones narrativas imperantes en el país durante esa época, como por el hecho de haber sido desarrollada por una mujer invidente, aun dentro de una sociedad con una rígida estructura patriarcal.